# 民族主義
民族主義（みんぞくしゅぎ、民族ナショナリズム、英: ethnic nationalism）は、政治・経済・文化・言語などの分野について、民族としての利益や権力機構、自治組織などを求めようとするイデオロギーである。
民族主義（民族ナショナリズム）は特定の民族を中心とするため、その思想は「共通の言語、共通の宗教、共通の祖先を持つ民族による国家」というものが多く、歴史上様々な時代や場所で人々の政治、思想の原動力となってきた。また、この思想を元にすると、その他の民族はしばしば「二級市民」、「劣等民族」として冷遇、差別される。民族主義がよく国家主義と結び付くのは、民族的な共同体という概念と国家というシステムの親和性が高く、民族主義の理念から共通の利益のために民族を政治的に一つにしようとする運動が起こりやすいからである（国民国家）。例えばナチス・ドイツは、汎ゲルマン主義と優生学に基づきゲルマン人の民族共同体としての一つの広大な国家を建設しようとした(大ゲルマン帝国)。また、ユーゴスラビアやオーストリア=ハンガリー帝国のように多民族によって形成される国家の場合、それぞれがそれぞれの民族主義を履行し民族自決を達成しようとするので、ユーゴ内戦やボスニア紛争など、いくつもの戦争が発生する悲惨な事態となったり、国家としてのまとまりを保ちにくいことが多い。特定の民族優遇策をとる多民族国家（フランコ独裁体制下のスペイン、ブミプトラ政策が敷かれたマレーシアなど）の場合は、優遇された民族の民族主義を支持基盤にするが、当然弾圧・冷遇される少数派側との対立が発生する。
愛国主義には patriotism の語があり、nationalism は民族の利益や主権の統一性を強調する語である（ナショナリズム）。ナポレオン戦争によるフランスの支配下では、ヨーロッパの各国民は民族主義を高揚させた。アジアにおいては、日露戦争での日本戦勝や1918年のウィルソン米大統領の十四か条の平和原則での民族自決原則で民族主義の高まりを見た。第二次世界大戦後には、多くのアジア・アフリカの国家が民族主義を高揚させて独立を果たした。1960年代初頭にはアフリカ諸国の独立が相次いだために、アフリカの年とも呼ばれた。また、世界には国内に多民族を内包する国は多く、各地で少数派民族の独立運動が激化する場合がある。冷戦終結以降の欧州では地域主義や民族自決の推進などで、マケドニアやコソボなど小国が独立を志向する傾向が強まった。
民族主義は、特定民族による国家の形成・純化・拡大を主張し、対外的に自民族との差異と「優越性を主張」することがある。大国では、ロシアのように近隣諸国の自民族居住地域などの併合、少数民族にあっては分離独立や他民族の追放などを主張し、しばしば戦争や紛争が生じる。自民族居住地域が近隣にない場合も、領土を併合する前後において、被支配民族との近縁性・一体性を主張した。

## 詳細
ナショナリズムの語義は多岐にわたるが、ナショナリズムの分類方法として、エスニックナショナリズム(英: ethnic nationalism)とシビックナショナリズム(英: civic nationalism)に類型化する方法があり、前者が民族主義に概ね該当する。エスニックナショナリズムはnationを出自や血統により決定されるものとするが、シビックナショナリズム（Civic nationalism）は、nation を民主的価値・平等性に由来する共同体として認識し、フランス革命以降のフランスで自覚された高度に社会学的な概念である。ただしナショナリズムは宗教などの文化的価値による結束も含む概念であり、類型はこの限りでない。

## 各国の民族主義

### 日本
日本においては、民族主義は江戸時代末期に水戸学・国学の影響を受けた尊王攘夷運動として現れ、明治維新の原動力となった。しかし近代の日本においては、民族主義と国家主義との違いが意識されることは少なかった。日本の民族主義とアジア諸民族の民族主義との連携を模索するアジア主義のような動きはあったものの、帝国主義の時代にあって日本の民族主義は国家主義に吸収されていくこととなる。日清戦争・日露戦争後の大日本帝国は、朝鮮・台湾などを領土に加えて多民族帝国を志向し、日本の国家主義は「八紘一宇」を掲げる大東亜共栄圏建設を目指した大東亜戦争（太平洋戦争）でピークに達した。
大東亜戦争の敗戦後は、その反省から戦前的な（右派的・国家主義的な）民族主義への抵抗感が強まった一方、反米を掲げる左派的な民族主義が高揚することとなった。左派的な立場からの民族主義は沖縄返還の原動力となったほか、列強からの自立を目指すアジア・アフリカの民族主義には情緒的な共感が寄せられ、ベトナム戦争反対などの反戦運動とも結びつくと同時に、共産主義と結びつく勢力の介入により、国家と民族の分離に利用される一面も持っていた。
1960年代には、左翼系学生運動に対する対抗として民族派学生組織の運動が活性化する。参加者達は親米・反共に傾き民族主義をないがしろにした戦後右翼団体への反発から民族主義への回帰を指向し、新右翼（民族派）の源流ともなった。
元首相麻生太郎は日本を「一つの民族」国家と呼んだ。

## 政党/政治団体

### アジア
- 維新政党・新風 - 日本・日本人[注 2]
- 日本第一党 - 日本・日本人[注 2]
- バアス党 - アラブ人
- タール - イスラエル・アラブ人
- イスラエル我が家 - イスラエル・ユダヤ人
- クルディスタン労働者党 - クルド人
- 民族主義者行動党 - トルコ・トルコ人
- 統一マレー国民組織 - マレーシア・マレー人
- シヴ・セーナー -インド・アーリア人
- ドラーヴィダ進歩党 - インド・ドラヴィダ人

### ヨーロッパ
- ロシア帝国運動 - ロシア・ロシア人
- ワグネル・グループ - ロシア・ロシア人
- ルシッチ - ロシア・ロシア人
- スパルタ大隊 - ウクライナ・ドネツク人民共和国のロシア人武装勢力
- ロシア自由民主党 - ロシア・ロシア人
- ドイツ国家民主党 - ドイツ・ドイツ人
- バイエルン民族党 - ドイツバイエルン州・バイエルン人
- オーストリア自由党 - オーストリア・ドイツ人
- 国民連合 - フランス・ケルト人
- デンマーク国民党 - デンマーク・デンマーク人
- シン・フェイン党 - アイルランドおよび北アイルランド・アイルランド人
- スコットランド国民党 - スコットランド・スコットランド人
- バスク民族主義党 - スペイン（バスク地方）・バスク人
- 集中と統一 - スペインカタルーニャ州・カタルーニャ人
- ガリシア民族主義ブロック - スペインガリシア州・ガリシア人
- アンダルシア人民党 - スペインアンダルシア州・アンダルシア人
- 国民同盟 - イタリア・イタリア人
- ヨッビク - ハンガリー・ハンガリー人
- ハンガリー人民主同盟 - ルーマニア・ハンガリー人
- 進歩党 (ノルウェー) - ノルウェー・ノルウェー人
- 真のフィンランド人 - フィンランド・フィンランド人
- スウェーデン人民党 - フィンランド・スウェーデン系フィンランド人

### 北アメリカ
- ブロック・ケベコワ、ケベック党 - カナダケベック州に住むケベック人によるフランス語・カトリック政党

## 形態

### 民族主義と関連するイデオロギー
- ナチズム  - ドイツ人（大ゲルマン帝国）[注 3]
- 保守革命 - ドイツ
- シオニズム - ユダヤ人[注 4]
- 民族派 - 日本
- 社会主義へのビルマの道 - ミャンマー
- 韓国の民族主義 - 韓国
- エストニア民族主義 - エストニア

### 主権国家創設を目指す民族主義
- クルド民族主義 - クルド人
- ケベック民族主義 - ケベック州
- 台湾民族主義 - 台湾
- バスク民族主義 - バスク人
- ブルトン民族主義 - ブルトン人
- 香港民族主義 - 香港

### 民族統一主義
- パン＝ゲルマン主義 - 中欧・北欧諸国のゲルマン人
- 汎スラヴ主義 - 東欧諸国のスラヴ人
- 汎スカンディナヴィア主義 - 北欧諸国
- 大ソマリ主義 - 東アフリカのソマリ人
- 汎テュルク主義 - トルコ、中央アジア諸国のテュルク系民族
- イベリスモ - スペインとポルトガルのイベリア人
- 汎アラブ主義 - アラブ人
- 汎アフリカ主義 - アフリカ人

### その他
- 経済ナショナリズム
- 言語ナショナリズム
- 左翼ナショナリズム
- 民族アナキズム
- 民族ボルシェヴィズム